# Andrea Lo Cicero

a Compétitions nationales et continentales officielles uniquement.

b Matchs officiels uniquement.
Dernière mise à jour le 22 septembre 2018.
Andrea Lo Cicero, né le 7 mai 1976 à Catane (Sicile), est un joueur de rugby à XV italien. Il joue en équipe d'Italie et évolue au poste de pilier au sein de l'effectif du Racing Métro 92 (1,85 m pour 112 kg). Il met fin à sa carrière internationale à Rome (Stadio Olimpico) le 16 mars 2013, lors de la victoire de la Squadra Azzurra contre l'Irlande dans le VI Nations.

## Biographie
Dans ses étapes successives intervient un passage en Top 14 au Stade toulousain, épisode malheureux puisqu'il quitte le club pour de raisons personnelles. Il sera condamné aux prud'hommes à verser de fortes indemnités.

## Carrière

### En club
- 1993-1997 : Amatori Catane  Italie
- 1997-1998 : Rugby Bologne 1928  Italie
- 1998-1999 : Rugby Rovigo  Italie
- 1999-2001 : Rugby Rome  Italie
- 2001-2003 : Stade toulousain  France
- 2003-2004 : Lazio & Primavera  Italie
- 2004-2007 : L'Aquila  Italie
- 2007-2013 : Racing Métro 92  France[2]

### En équipe nationale
Il a honoré sa première cape internationale en équipe d'Italie le 18 mars 2000 en rugby à XV à Rome par une défaite (59-12) contre l'Angleterre lors du Tournoi des Six Nations 2000.
Il tire sa révérence en sélection nationale après la deuxième victoire de son équipe dans le Tournoi des VI Nations 2013, le 16 mars 2013 au Stade Olympique de Rome face à l'Irlande (22-15). C'était sa 103e apparition sous le maillot de l'équipe d'Italie.

## Palmarès

### En club
- Champion d'Italie : 2000 avec Rugby Rome  Italie.
- Champion Pro D2 : 2009 avec le Racing Métro 92  France.

### En équipe nationale
- 103 sélections en équipe d'Italie de 2000 à 2013, record national, dépassé en 2014 par Sergio Parisse et Martín Castrogiovanni.
- 8 essais (40 points)
- Sélections par année : 7 en 2000, 8 en 2001, 6 en 2002, 8 en 2003, 10 en 2004, 10 en 2005, 11 en 2006, 11 en 2007, 7 en 2008, 3 en 2010, 10 en 2011, 7 en 2012 et 5 en 2013
- 1 fois Barbarians le 4 décembre 2004 contre l'équipe de Nouvelle-Zélande (Twickenham, un essai inscrit)
- Tournois des Six Nations disputés : 2000, 2001, 2002, 2003, 2004, 2005, 2006, 2007, 2008, 2011, 2012, 2013

En coupe du monde :
- 2011 : 3 sélections (Australie, États-Unis, Irlande)
- 2007 : 4 sélections (Nouvelle-Zélande, Roumanie, Portugal, Écosse)
- 2003 : 3 sélections (Tonga, Canada, Pays de Galles)